# حواسي (الرقة)
حواسي قرية سورية تتبع ناحية سلوك في منطقة تل أبيض في محافظة الرقة. بلغ عدد سكانها 108 نسمة في عام 2004 حسب إحصاء المكتب المركزي للإحصاء.